# Андре Лео
Андре Лео (псевдоним; настоящие имя и фамилия — Леони Шансе, урождённая Бера) (фр. André Léo; 18 августа 1824, Лузиньян —20 мая 1900, Париж) — французская общественно-политическая деятельница, феминистка, писательница, журналистка.

## Биография
Дочь судебного чиновника, позже — нотариуса. Кроме неё в семье росло семь братьев и сестер. Получив хорошее образование, заинтересовалась политикой, увлеклась радикальными идеями. Неясно, какую роль она сыграла в революционных событиях 1848 года, но, по-видимому, была связана с республиканцами, потому что после переворота во Франции в 1851 году вынуждена была бежать в Швейцарию. В Лозанне вышла замуж за социалиста-утописта, редактора газеты Le Peuple. Два года спустя она родила двух сыновей Андре и Лео, чьи имена сделала своим псевдонимом, которым пользовалась в дальнейшем. Семья вернулась во Францию после амнистии 1860 года и поселилась в столице.
В 1860-х годах она активно выступала за гражданское и политическое равноправие женщин; сблизилась с левыми республиканцами и социалистами, участвовала в деятельности полулегальных социалистических и феминистских организаций. Была членом Первого интернационала. В 1866 году группа активистов феминизма под названием Société pour la Revendication du Droit des Femmes начала собираться в доме Андре Лео в Париже, в их числе были Мария Дерэм, Луиза Мишель, Жюль Симон и другие.
Во время войны с Пруссией в 1870 году была членом Комитета бдительности Монмартра. Вместе с Луизой Мишель основала газету «La Republique des Travailleurs».
В дни Парижской Коммуны 1871 года сотрудник революционных газет «La Sociale» и «La Commune», принимала участие в работе женских организаций, сражалась на баррикадах во время Майской недели. Вместе с Б. Малоном обратилась с воззванием «К трудящимся деревень» о поддержке Коммуны (опубликовано 10 апреля 1871 года). После подавления Коммуны бежала в Базель, жила в Швейцарии; поддерживала бакунистов в их борьбе против Первого интернационала. Неоднократно полемизировала по поводу эмансипации женщин с лидером французской секции Интернационала, который отрицательно относился к политической активности женщин.
Участвовала в восстании, которое окончательно свергло правительство Второй империи. Будучи журналисткой, критиковала действия властей Третьей французской республики.
В 1878—1881 годы сотрудничала в русском журнале «Слово». В 1880 году вернулась во Францию, активной роли в общественной жизни не играла.

## Творчество
Андре Лео — автор романов социальной направленности «Скандальный брак» (1862, рус. пер. 1865), «Развод» (1866, рус. пер. 1868) и других, разоблачающих косное мещанство и обывательщину, затронула вопросы несправедливости по отношению к женщинам, их низкое социальное положение и преобладающие стереотипы поведения. Её книги были результатом тщательного изучения положения женщин в различных регионах Франции, а позднее и за рубежом. Андре Лео также описала картины французской деревни до индустриализации, отразила контраст между исчезающими народными обычаями и явлениями, вызванными развитием промышленности.
Роман «Алина-Али» (1869, русский перевод 1870) и др. посвящены проблемам семьи и брака. Счастье человека автор не мыслит вне трудовой жизни («Две дочери господина Плишона», 1865, и др. романы). В сказке-утопии «Коммуна Маленпи» (1874) дан расплывчатый образ республики мелких собственников. Д. И. Писарев признавал романы Лео «…очень замечательными и в высокой степени полезными».
Находилась под влиянием работ Флоры Тристан. Книги Андре Лео в своё время сравнивали с творчеством Жорж Санд.